# Mark Harrison
Mark Harrison (Derby, 11 dicembre 1960) è un allenatore di calcio ed ex calciatore inglese, di ruolo portiere.

## Carriera

### Giocatore
Nella stagione 1982-1983 ha giocato 7 partite nella prima divisione inglese con lo Stoke City. Ha inoltre giocato anche nella prima divisione sudafricana con la maglia dell'Hellenic; ad eccezione di due stagioni con il Port Vale (con cui ha giocato in totale 70 partite nella quarta divisione inglese) ha poi trascorso tutto il resto della carriera in vari club semiprofessionistici inglesi, ritirandosi nel 1989.

### Allenatore
Dal 2000 al 2001 ha allenato la nazionale del Bangladesh. Ha poi allenato nelle prime divisioni di vari Paesi africani (Sudafrica, Botswana, Zimbabwe, Kenya).

## Palmarès

### Giocatore

#### Competizioni nazionali
- Football Conference League Cup: 1

Kettering Town: 1986-1987

#### Competizioni regionali
- Northamptonshire Senior Cup: 2

Kettering Town: 1985-1986, 1986-1987

### Allenatore

#### Competizioni nazionali
- Botswana Premier League: 1

Township Rollers: 2015-2016